# Rieks Swarte
Rieks Swarte (7 juli 1949) is een Nederlandse acteur, regisseur, poppenspeler en decorontwerper. In 1992 richtte hij Firma Rieks Swarte op. Vanaf 2015 gaan zijn voorstellingen onder de naam Stichting Swarte Kunst. 

## Levensloop
Hij begon zijn carrière bij Toneelgroep Centrum in 1969. Vanaf 1970-1975 bezocht hij de theaterschool Amsterdam, afdeling regie. Daarnaast bezocht hij ook een jaar de kunstacademie. Omdat hem niet duidelijk was of hij nou ontwerper wilde worden, dan wel poppenspeler, besloot hij dat de regie de beste keuze zou zijn. In het begin van zijn carrière werkte hij bij Toneelwerkgroep Proloog en bij Maatschappij Discordia.

### Ontwikkeling
Na een aantal jaren ontwikkelde hij een eigen stijl waarin het beeldende en het theatrale samenkwamen: de speelgoedvoorstelling. Ook kwam er poppenspel daarbij. Swartes vaste werkplek werd de Toneelschuur in Haarlem, al werkte hij ook veel als gast bij verschillende gezelschappen. Een langdurige samenwerking ontstond met Liesbeth Coltof  van Huis aan de Amstel/De Toneelmakerij.
In 1991 maakte Swarte de stap naar het grote toneel bij Toneelgroep Amsterdam met 'de Gysbreght'. Later volgenden het Het Zuidelijk Toneel en het RO Theater waarvoor hij groots gemonteerde familievoorstellingen maakte. Inmiddels richtte hij met een structurele subsidie 'Firma Rieks Swarte' op, die vanuit de Toneelschuur in Haarlem opereerde.
Daarnaast bleef Swarte ook voor anderen werken. Voor de VPRO maakte hij een kinderserie in schimmenspel. Hij gaf les in decorontwerp op Academie Minerva in Groningen en ontwierp het grootste schilderij ter wereld voor de opening van de Amsterdam Arena. Het schilderij kreeg een vermelding in het Guinness Book of Records. Intussen maakte hij zogenaamde collegevoorstellingen waarin ingewikkelde zaken helder en met veel rekwisieten uiteengezet werden. Ook maakte hij locatietheater, onder andere voor het Oerol Festival.

### Firma Rieks Swarte

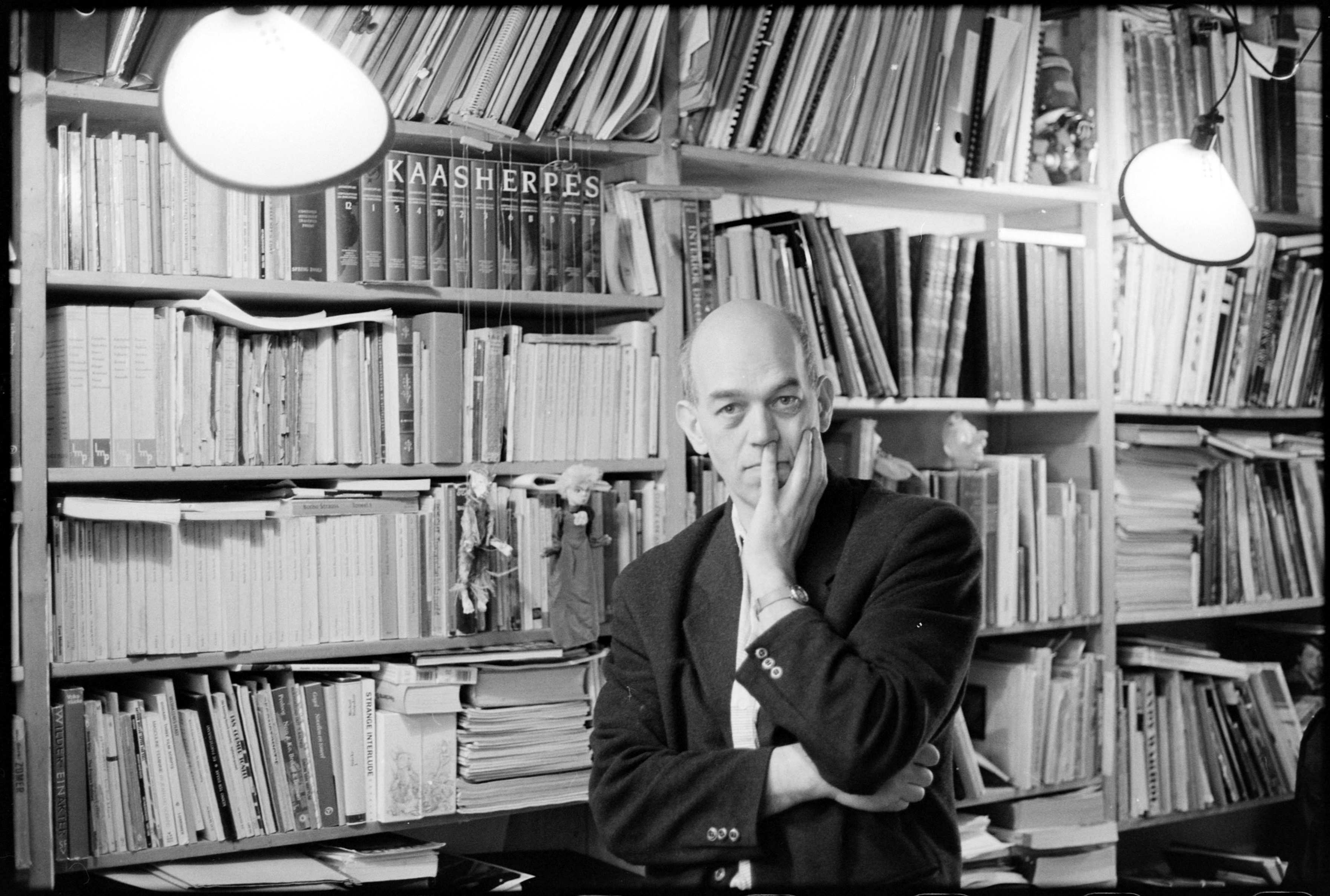
Rieks Swarte in Haarlem, 1993

De Firma Rieks Swarte maakte vanaf 1992 beeldende voorstellingen die werden gespeeld in de kleine en grote theaters van Nederland en België of op locatie. Thuisbasis was de experimenteerwerkplaats, het atelier in het centrum van Haarlem. Vaste speelplek was de Haarlemse Toneelschuur. Kenmerkend voor het werk van De Firma waren de beeldende kracht van de voorstellingen en het samenspel tussen de spelers en de objecten waarmee en waartussen zij spelen.
De voorstellingen van Firma Rieks Swarte kunnen volgens de TheaterEncyclopedie gekarakteriseerd worden als levende stripverhalen waaraan een sterke verbeeldingskracht ten grondslag ligt en waarbinnen gestreefd wordt naar een samengaan van theatrale en beeldende elementen. Firma Rieks Swarte werkte intensief samen met en werd gesteund door Stichting Toneelschuur Producties. Swarte maakte binnen de Firma ongeveer een productie per jaar. Daarnaast werkte hij regelmatig met andere theaters en andere gezelschappen. Bij de voorstellingen maakte Swarte gebruik van tradities uit andere culturen, zoals die van de Arabische vertelkunst. 
Per 2014 hield de Firma Rieks Swarte op te bestaan en is Swarte verder gegaan met stichting Swarte Kunst. In 2016 maakte hij 'De perzik van onsterfelijkheid' naar een boek van Jan Wolkers en in 2018 was hij bezig met de productie Scrooge!, een theaterspektakel voor de 100 jaar bestaande Stadsschouwburg Haarlem.

## Prijzen
- In 2011 won een productie van Swarte de 'Wijnberg Scenografieprijs'. Hij ontving deze prijs voor decor en rekwisieten/poppen/maskers van De Storm van De Toneelmakerij & Firma Rieks Swarte. Hij kreeg de prijs samen met Jacqueline van Eeden die verantwoordelijk was voor de rekwisieten/poppen/maskers, Carly Everaert die de kostuums heeft ontworpen en Floriaan Ganzevoort die verantwoordelijk was voor het lichtontwerp.
- In 2017 kreeg Swarte de 'Wim Meilinkprijs' voor zijn gehele oeuvre.[1]

## Privé
Rieks Swarte is de broer van
striptekenaar en grafisch ontwerper Joost Swarte.
- International Standard Name Identifier: 0000 0003 9125 2897
- Library of Congress Control Number: no2019007868
- Nederlandse Thesaurus van Auteursnamen: 071289666
- RKD-Nederlands Instituut voor Kunstgeschiedenis: 76216
- Virtual International Authority File: 285007056